# Calophasia bruchi
Calophasia bruchi är en fjärilsart som beskrevs av Köhler 1952. Calophasia bruchi ingår i släktet Calophasia och familjen nattflyn. Inga underarter finns listade i Catalogue of Life.